# احمدآباد (فردوس)
احمدآباد یک روستا در ایران است که در بخش فردوس شهرستان رفسنجان واقع شده‌است. احمدآباد ۱۵۸ نفر جمعیت دارد.